# Cyrus (videogioco)
Cyrus è un videogioco di scacchi sviluppato dalla Intelligent Software Ltd. (poi divenuta Intelligent Chess Software) e pubblicato a partire dal 1982 per i computer Dragon 32, MS-DOS, PC-98, Thomson MO5, Thomson TO7, TRS-80 Color Computer e ZX Spectrum da vari editori. È chiamato anche Cyrus IS Chess per ZX Spectrum, Chess per Dragon 32 e Cyrus World Class Chess per TRS-80 CoCo. Le versioni per Thomson MO/TO sono intitolate Blitz! e ne uscì anche un'edizione dedicata per Olivetti Prodest PC 128, mentre l'edizione per Thomson TO8 è anche nota come Cyrus Echecs. La versione per il computer giapponese PC-98 è intitolata Laptop Chess.
Per Atari ST venne realizzato solo un demo non giocabile.
Le versioni per computer a 16 bit (MS-DOS e PC-98) sono dotate, oltre alla classica visuale bidimensionale della scacchiera, di visuale in prospettiva tridimensionale inclinata.
Il videogioco deriva dal motore scacchistico Cyrus che vinse il torneo European Microcomputer Chess Championship 1981 (seconda edizione).
Il programma originario venne sviluppato da Richard Lang e al torneo girava su un computer Nascom. Lang fu assunto dalla Intelligent Software poco dopo. Altre versioni migliorate di Cyrus  parteciparono a vari tornei internazionali e vennero utilizzate in diverse scacchiere elettroniche, tra cui La Regence e Chess King Master.
Il videogioco fu seguito da Cyrus II per diversi altri computer. Solo sullo ZX Spectrum uscirono entrambi i titoli della serie Cyrus.